# Powiat urzędowski
Powiat urzędowski – jeden z trzech powiatów województwa lubelskiego. Powiat urzędowski leżał w zachodniej części ziemi lubelskiej wzdłuż Wisły, na południu rozciągał się aż do Sanu, stykając się na południowym wschodzie z powiatem lubelskim, zaś północno-wschodnią częścią z ziemią chełmską. Stolicą powiatu  był Urzędów.